# Гектор, Кёрт
Кёрт Гектор (англ. Kurt Hector, 3 января 1972, Ла-Плейн, Доминика — 19 апреля 2013, Понд-Кесс, Доминика) — доминикский футбольный тренер. Тренировал сборную Доминики по футболу.

## Биография
Кёрт Гектор родился 3 января 1972 года в доминикской деревне Ла-Плейн.
В августе 2010 года был назначен главным тренером сборной Доминики по футболу. Под руководством Гектора команда провела 15 матчей, пять выиграла, один свела вничью, девять проиграла, не сумев преодолеть квалификационные раунды чемпионата мира 2014 года, Карибского кубка 2010 и 2012 годов, Золотого кубка КОНКАКАФ 2013 года.
Погиб 19 апреля 2013 года в автокатастрофе в доминикской деревне Понд-Кесс. Ранним утром Гектор ехал в аэропорт вместе с футболистами сборной Норраном Хоупом и Джослином Принсом, чтобы отправиться в Сент-Винсент и Гренадины на турнир стран Наветренных островов. Проливные дожди подмыли дорогу, и автомобиль упал в обрыв. В результате Гектор и Хоуп погибли, а Принс с небольшими травмами попал в больницу.